# Centruroides arctimanus
Centruroides arctimanus  (лат.) — вид скорпионов из семейства Buthidae. Обитают на засушливых прибрежных местностях и островах, от пустынных степей до сухих прибрежных лесов, где встречаются под камнями и валежинами, реже под корой. Длина взрослых самцов 30—55 мм, самок — 30—40 мм. Весь скорпион жёлтого цвета с тёмными пятнами различной формы: на мезосоме и педипальпах обычно имеются три продольные линии, головогрудь, хелицеры, ноги и низ метасомы в точках; тональность тёмных пятен у различных особой может изменяться. В неволе живут до 2—3 лет.
Эндемик Кубы.